# Trupp
Trupp (franska troupe, av latinets turba, skara), är en hop, skock, skara eller även exempelvis ett skådespelarsällskap.

## Militär trupp
I militära sammanhang är trupp en samling av soldater som agerar i grupp, vanligen utgörande en hel truppavdelning, en truppdel eller ett truppförband. Begreppet trupp syftar däremot inte på en specifik förbandsstorlek. I vanligt språkbruk skiljer man mellan trupper och staber, därav kommer även trupptjänst, tjänst vid trupp, till skillnad från stabstjänst. Truppslag (även ibland kallat vapenslag) innebär åtskillnad mellan olika typer av förband inom en försvarsgren.